# هيكل أو الملف السري للذاكرة العربية (كتاب)
هيكل أو الملف السري للذاكرة العربية، كتاب من تأليف الكاتب التونسي رياض الصيداوي.
يتناول موضوع هذا الكتاب الفترة من حياة محمد حسنين هيكل، الممتدة من سنة 1952 إلى سنة 1981، وهي الفترة التي كان فيها صحفياً وسياسياً في نفس الوقت.
نشرت الطبعة الأولى للكتاب في تونس سنة 1993، ونشر في طبعة ثانية عن دار مدبولي في القاهرة سنة 2000، ثم نشرت طبعة ثالثة عن مركز الوطن العربي للأبحاث والنشر في بيروت سنة 2003. كما نشر الكتاب في صحيفة القدس العربي اللندنية على حلقات متسلسلة في شهر نوفمبر 1999.

## فصول الكتاب
ما قبل المقدمة...الحياد وهم !
المقدمة العامة
القسم الأول: هيكل صحفياً
- الفصل الأول: تجربة ما قبل الأهرام
- الفصل الثاني: تجربة «الأهرام» (1957- 1974)
- الفصل الثالث: هيكل و «تنظيم الصحافة» في عهد عبد الناصر
- الفصل الرابع: هيكل المعلوماتي
- الفصل الخامس: هيكل المؤرخ

القسم الثاني: هـيكل سيـاسيــا
- الفصل الأول: هيكل – العهد الناصري: الارتباط
- الفصل الثاني: هيكل – العهد الناصري: الموقع السياسي
- الفصل الثالث: هيكل – العهد الساداتي: التحالــــف
- الفصل الرابع: هيكل – العهد الساداتي: الاختلاف
- الفصل الخامس: اتجاه الفكر السياسي عند هيكل

خاتمة عامة